# Энареи

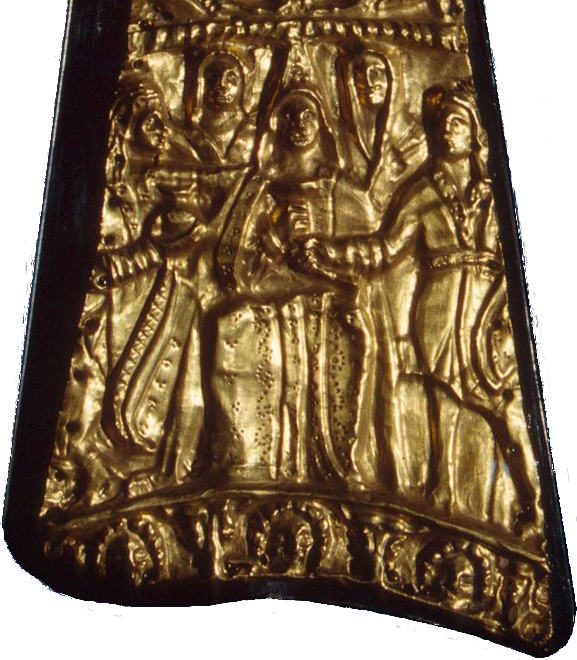
Фрагмент головного убора кургана Карагодеуашх, изображающий Артимпасу или ее главную жрицу в центре в окружении жриц и энари справа.

Энареи (древнегреческий: ἐναρής) — скифские андрогинные гадатели, связанные с культом Артимпасы. Энареи играли важную политическую роль и почитались в скифском обществе, поскольку считалось, что они получили дар пророчества непосредственно от богини Артимпасы. Энареи носили женскую одежду, выполняли женские обязанности, соблюдали обычаи, предназначенные для женщин и говорили в женской манере. 
Скифская религия включала шаманизм и гадание, поклонение природе и божествам и не имела храмов. Геродот описывает их методы гадания так: 

У скифов есть много гадателей, которые гадают при помощи множества ивовых прутьев следующим образом: принесши большие связки прутьев и положив их на землю, они раскладывают их порознь и затем, перекладывая прутья по одному, гадают; произнося предсказания, они вместе с тем снова собирают прутья и раскладывают их поодиночке. Таков у них исконный способ гадания.
Метод, применявшийся энареями, отличался от метода, применяемого традиционными скифскими прорицателями:

В то время как остальные, для предсказания будущего, использовали связку ивовых прутьев, энареи использовали полоски, вырезанные из коры липы.
Скифский шаманизм включал в себя ритуалы вхождения в религиозный экстаз посредством употребления конопли. Современные исследователи утверждают, что энареи, вероятно, выполняли эти обряды, точно так же, как «шаманы, кроссдрессеры» в других культурах.
Геродот объясняет их женоподобный вид историей о скифах, разграбивших храм Афродиты Урании в Аскелоне, и всех их потомках после них, пораженных богиней «женской болезнью». Псевдо-Гиппократ, который говорит об энариях в одной из своих работ, предположил, что они были импотентами в результате непрерывной езды верхом, и именно по этой причине они принимали на себя женскую гендерную роль. Он также подчеркивал, что энареями становились только знатные и могущественные люди (умевшие ездить на лошадях).
Археолог Тимоти Тейлор в своей книге «Предыстория секса» выдвинул теорию, согласно которой энареи пили мочу беременных кобыл, чтобы вызвать гормональную феминизацию. Он основывает свою теорию на обычае некоторых скотоводов употреблять в пищу мочу животных . 
Гиппократ писал, что энареи «исполняют женскую роль», что истолковывают как пассивную роль в гомосексуальных отношениях. Аристотель описал их словом «малакия» (мягкий, женственный), что имело схожую коннотацию.